# Адаміново
Адаміново (пол. Adaminowo) — село в Польщі, у гміні Влоцлавек Влоцлавського повіту Куявсько-Поморського воєводства.
Населення — 100 осіб (2011).
У 1975-1998 роках село належало до Влоцлавського воєводства.

## Демографія
Демографічна структура станом на 31 березня 2011 року:
|          | Загалом | Допрацездатний вік | Працездатний вік | Постпрацездатний вік |
| -------- | ------- | ------------------ | ---------------- | -------------------- |
| Чоловіки | 53      | 21                 | 27               | 5                    |
| Жінки    | 47      | 10                 | 27               | 10                   |
| Разом    | 100     | 31                 | 54               | 15                   |